# Salle des Machines (Tuileries)
Ne doit pas être confondu avec Salle des machines.
La salle des Machines, également appelé théâtre des Tuileries, est une vaste salle de spectacle, aujourd'hui disparue, construite en 1660 dans le palais des Tuileries à Paris, contre le pavillon de Marsan. Elle est incendiée en 1871 lors de la Commune de Paris et démolie en 1882 en même temps que la palais des Tuileries.
C'est en référence à cette salle que furent créées les expressions « côté cour » (du Louvre) et « côté jardin » (des Tuileries) pour désigner la droite et la gauche sur une scène de théâtre.

## Construction
Édifiée en 1660 sur ordre de Louis XIV et sur une idée du cardinal Mazarin, elle pouvait accueillir près de 4 000 spectateurs. Elle doit son nom au système mis au point par l'architecte italien Gaspare Vigarani, qui permettait des effets scéniques et des changements de décors à vue, lors des représentations d'opéra et de ballets, par l'usage de trappes et autres mécanismes. Le bâtiment lui-même fut réalisé par l'architecte Louis Le Vau, dans l'esprit des bâtiments déjà existants, et la décoration intérieure fut confiée au peintre Charles Errard.
Inaugurée le 7 février 1662 avec l'Ercole amante de Francesco Cavalli, elle ne fut quasiment pas utilisée sous le règne de Louis XIV, celui-ci ayant reporté toute son attention sur l'extension du château de Versailles, si ce n'est pour la création de la tragédie-ballet Psyché de Molière le 17 janvier 1671.

## Règnes de Louis XV et Louis XVI: salle II
Réhabilitée par Louis XV lorsque celui-ci se réinstalla au palais des Tuileries entre 1715 et 1722, les spectacles à effets y revinrent à la mode notamment sous la houlette de l'architecte et scénographe Jean-Nicolas Servandoni entre 1738 et 1742. D'importants travaux (réduisant la scène de moitié) furent entrepris en 1763 par les architectes Jacques-Germain Soufflot et Ange-Jacques Gabriel afin d'accueillir la troupe de l'Opéra après l'incendie de la salle du Palais-Royal. Elle y résida pendant la période de reconstruction, jusqu'en 1770. Elle fut suivie de celle de la Comédie-Française (qui y créa notamment Barbier de Séville de Beaumarchais le 23 février 1775) puis, en janvier 1789, du théâtre de Monsieur. Mais le retour forcé du roi Louis XVI et de sa famille lors des journées des 5 et 6 octobre 1789 mit un terme aux représentations.

## Révolution: Salle de deux assemblées parlementaires

### La Convention nationale
Le 14 septembre 1792, l'Assemblée nationale, siégeant alors dans la salle du Manège des Tuileries, « fort incommode, étroite, malsaine et qui ne peut convenir qu'à un petit nombre de spectateurs », adopte la proposition du Comité d'instruction publique de se transporter définitivement au château des Tuileries dans l'ancienne salle du Théâtre-Français aussi appelée salle des Machines. Mais la remise en état de la grande salle des Tuileries va prendre quelques mois et c'est encore à la salle du Manège que la Convention nationale ouvre sa législature une semaine plus tard le 21 septembre 1792.
Pierre-Alexandre Vignon, architecte initialement choisi pour aménager en salle de parlement la salle des Spectacles et des Machines des bâtiments des Tuileries, est écarté en octobre au bénéfice de Jacques-Pierre Gisors,. Le transfert n'a finalement lieu que le 10 mai 1793, dans une salle totalement refaite et à laquelle Gisors a apporté :
- une décoration « sévère et imposante »,
- un plancher élevé à cinq pieds au dessus du sol des cours,
- une entrée « majestueuse » pour le peuple,
- un emplacement du peuple « plus digne », que celui prévu par Vignon,
- à coût estimé moindre que celui prévu par ce dernier[5].

La qualité esthétique de ces travaux semble appréciée, de même que la disposition des députés en hémicycle face au président et à l'orateur. Mais « cette salle, trop longue et trop étroite présente un grand nombre de renfoncements où la voix s'étouffe et se perd.»
La Convention siège dans cette salle jusqu'à la fin de la législature le 26 octobre 1795.

## Empire: salle IV

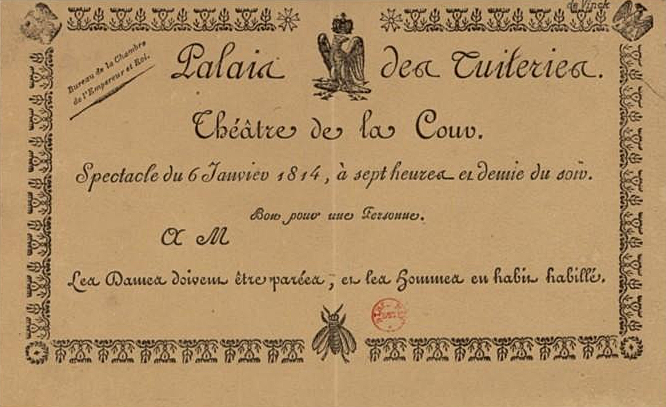
Billet pour le spectacle donné au théâtre du palais des Tuileries, le 6 janvier 1814

Elle retrouve sa fonction première de théâtre sous l'Empire.
La salle de la Convention, en très mauvais état et ne correspondant plus au rôle de résidence officielle de l'empereur, est détruite en 1805. Une  nouvelle salle de spectacle est alors commencée par Percier et Fontaine, et elle n'est achevée qu'en 1808. Elle occupe l'emplacement de la scène de la salle des machines. On y accède par un foyer créé à la suite des salons du premier étage du palais.
La salle est conçue sur un plan carré prolongé par un demi-cercle qui accueille la tribune impériale et les dames, Sur les côtés du carré et sur le parterre on trouve les places pour le corps diplomatique et les courtisans. L'ensemble est entouré d'une colonnade qui soutient une coupole. Dans la base de la coupole sont placées les tribunes pour les personnes de la ville invitées.
La salle, en style néoclassique « à l'Antique », est entièrement en bois peint imitant le marbre et le tissu. De nombreux spectacles (concerts, opéras) y sont donnés sous le Premier Empire à partir de son inauguration le 9 janvier 1808. Sur le modèle de la salle de spectacle du château de Versailles (1768-1770), un double de la salle de spectacle, amovible, peut être installé sur la scène, permettant ainsi la création d'une salle de banquets. C'est le cas notamment le 2 avril 1810 pour le mariage de l'empereur avec Marie Louise.
Elle est conservée par les successeurs de Napoléon Ier, Louis XVIII, Charles X, Louis-Philippe Ier et Napoléon III. C'est dans cette salle, par exemple, qu'a lieu le fameux « souper des Dames » à l'occasion de l'inauguration de la galerie de la Paix en 1833.
La salle de spectacle de Percier et Fontaine semble avoir été démontée dans les années 1860 par Hector Lefuel, afin de faire place nette pour la création d'un nouvel escalier d'honneur et d'une nouvelle chapelle dans le palais des Tuileries. Une salle de spectacle provisoire est cependant reconstituée en 1867 à cet emplacement pour accueillir les repas officiels de la réception des souverains étrangers en juin 1867  au moment de l'exposition universelle de Paris.

## Commune de Paris
Le palais des Tuileries est détruit par l'incendie organisé par les Communards, qui ravagea tout l'édifice le 23 mai 1871, lors des événements de la Commune de Paris. Après plusieurs projets de reconstruction, la jeune Troisième République décide de raser définitivement les ruines de cette partie du Louvre, en raison de l'histoire attachée à ce lieu royal. Dès lors, rien ne subsiste de l'ancienne salle des Machines qui abrita la Convention nationale.

## Liens contextuels
- Théâtre du Palais-Royal (1641–1781)